# Реакційний модернізм

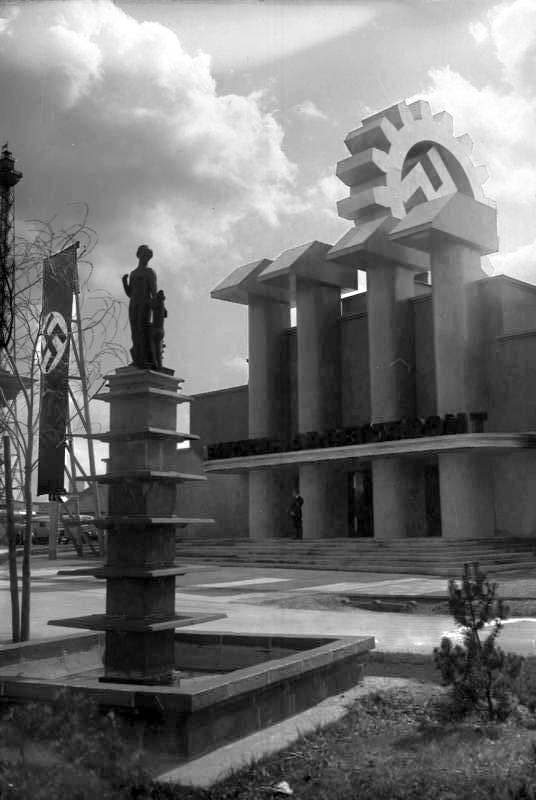
Архітектура нацистської Німеччини поєднує модерністський дизайн із стародавнім символом свастики.

Реакційний модернізм — це поняття, яке було вперше запропоновано Джефрі Герфом у 1980-х роках, щоб описати комбінацію «великого ентузіазму відносно сучасних технологій разом з відмовою від просвітництва, цінностей та інститутів ліберальної демократії». Ця ідея була особливо характерною для німецьких консерваторів-революціонерів, які активно сприймали рух нацизму. У свою чергу, ідеологія реакційного модернізму була тісно пов'язана з оригінальним, позитивним поглядом Зондервегу, який розглядав Німеччину як велику центральноєвропейську державу, що не належить ні до Заходу, ні до Сходу.

## Огляд
Застосування Герфом цього терміна для опису фашизму знайшло широку підтримку серед інших науковців. Герф використовував цей термін для позначення тенденції в інтелектуальній думці тієї епохи, яку німецький письменник Томас Манн описав як «високотехнологічний романтизм» у міжвоєнні роки. Герф використовував цей термін стосовно широкого кола німецьких культурних діячів, зокрема Ернста Юнгера, Освальда Шпенглера, Карла Шмітта та Ганса Фройера.
Рафаель Костра стверджує, що фашизм є модерністським рухом, оскільки його прагнення до революційних і тотальних проєктів з переробки суспільства могло виникнути лише на початку 20-го століття, коли суспільство і культура були пронизані модерністськими метанаративами культурного оновлення. Фашизм, за словами історика Модріса Екштайна, «був бажанням створити людство наново». Девід Робертс у своїй книзі «Фашистські взаємодії», виданій у 2016 році, стверджує, що «зараз широко поширена думка, що фашизм був не бунтом проти модерну, а пошуком альтернативного шляху для модернізації».

## У різні епохи

### Міжвоєнна Європа
З того часу, як Герф вперше ввів цей термін, він став загальноприйнятним серед істориків, які розглядають дивний європейський феномен, коли поєднуються патерналістський авторитаризм і народним націоналізмом з одного боку, та нові технологічні та політичні концепції з іншого боку, при цьому опиняючись під впливом тоталітарних режимів.
Реакційний модернізм вивчався як тема в міжвоєнній літературі та в ширшій політичній культурі Великої Британії.  Його розглядали в контексті інших європейських країн міжвоєнного періоду, зокрема Румунії, Греції, Швеції та Іспанії. Його навіть розглядали в контексті фашизму в Японії.  Інші історики визнають цей термін як впливову течію в європейській філософській, культурній та політичній думці під час піднесення фашизму.  Історик Ніколя Гійо розширив рамки реакційного модернізму, застосувавши цей термін до тенденцій у промисловості, медицині (євгеніка), масовій політиці та соціальній інженерії Веймарської республіки.  Реакційний модернізм можна побачити в нацистській концепції Нової Людини, а також у мистецьких течіях веймарської культури, які наголошували на раціоналізмі та приймали футуризм і нову об'єктивність. Багато митців Веймарського періоду відкидали фетишизацію машин і насильства футуристів, як, наприклад, прихильники німецького експресіонізму. Тим не менш, повернення до порядку стало домінуючою темою в німецькій культурі та культурі інших європейських країн.

### Сьогодення
Тепер Герф застосовує цей термін для позначення схожості з урядами Ірану часів аятол, Іраку часів Саддама Хусейна та екстремістськими ісламістськими угрупованнями, такими як Аль-Каїда. Інші дослідники, зокрема Пол Берман, також застосовували термін Герфа до радикального ісламізму.
Культурний критик Річард Барбрук стверджує, що члени дігераті, які дотримуються Каліфорнійської ідеології, сповідують форму реакційного модернізму, що поєднує економічне зростання з соціальним розшаруванням.

## Критика тези Герфа
Томас Рокремер висловлював свої зауваження до ідеї реакційного модернізму, стверджуючи, що відкинути Просвітництво і водночас приймати технологію не є нічим незвичайним або парадоксальним. Це, за словами Рокремера, було типовою практикою в Німеччині і в багатьох інших країнах у XIX і XX століттях. Він додав, що інструментальний розум і технологія можуть використовуватися для безлічі різних цілей, багато з яких можуть бути не гуманними або освіченими.
Роджер Ґріффін підтримав цей погляд, стверджуючи, що фашизм можна розглядати як радикальну альтернативу ліберальним і соціалістичним концепціям щодо того, як повинна виглядати ідеальна сучасність. Фашизм, на його думку, відзначається відмовою від повного лібералізму та екстремального модернізму, що включає в себе релятивізм, аномію, суб'єктивізм та відмову від остаточних цінностей. Це спроба закріпити сучасних людей у тоталітарній державі через свідомо маніпульовані історичні, національні та расистські міфи та ідеологічні конструкти.